# Singara (Mesopotamië)
Singara (Oudgrieks τὰ Σίγγαρα) was een sterk versterkte vesting in het noordelijke puntje van Mesopotamië, die enige tijd, zoals onder meer uit gevonden munten blijkt, deel uitmaakte van het Romeinse Rijk. Singara lag ten zuidoosten van Nisibis en ten westen Ninive.
Singara werd door dit rijk als een geavanceerde kolonie tegen het Perzische Rijk gebruikt. Singara was tevens de plaats waar het legerkamp van legio I Parthica gevestigd was.
De vesting Singara maakte onderdeel uit van de Limes Arabicus.

## Voetnoten
1. ↑  Cassius Dio, XVIII.22
2. ↑  Overzicht van Legio I Parthica op livius.org.